# Nichita Stănescu

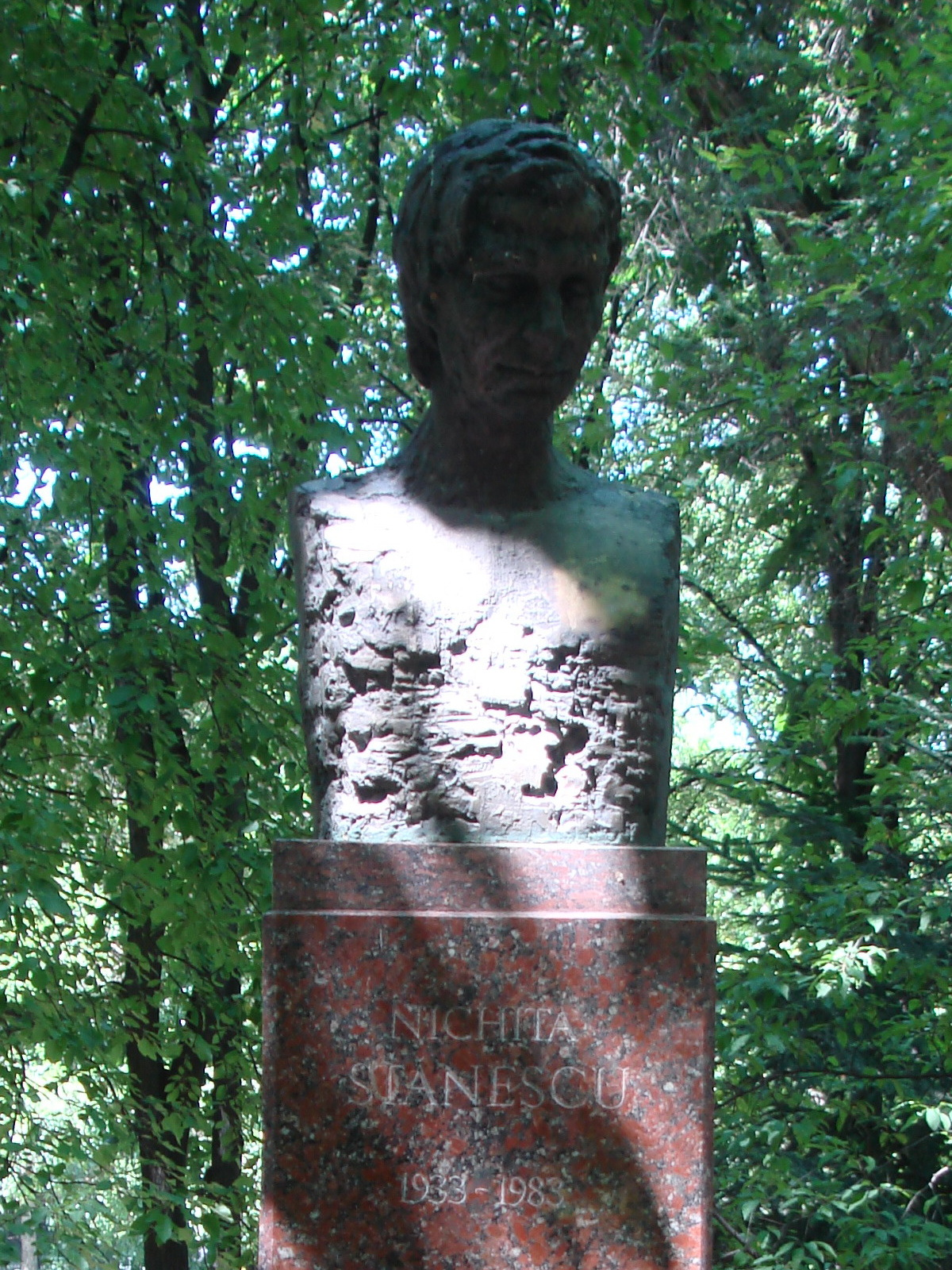
Statue de Nichita Stănescu en Moldavie.

Nichita (Hristea) Stănescu (31 mars 1933, Ploiești – 13 décembre 1983, Bucarest) est un écrivain roumain.

## Biographie
Issu d’une famille de commerçants et d’artisans (côté paternel), et de la noblesse russe (côté maternel), Nichita Stănescu fait ses études de philologie à l'Université de Bucarest jusqu’en 1957. La même année il fait ses débuts dans la revue Tribuna [La Tribune] et la Gazeta literară [Gazette Littéraire], et écrit plusieurs recueils de poésies et d’essais qui seront traduits surtout en Europe de l'Est comme en Tchécoslovaquie ou en Yougoslavie. 
Son œuvre se verra récompensée par la quadruple obtention du prix de Union des écrivains de Roumanie, ainsi que le prix Herder, le prix Mihai Eminescu de l'Académie roumaine et en 1980 la nomination pour le prix Nobel
En 1981 il subit une première crise hépatique. Ces crises continueront jusqu’à sa mort. Après un voyage en Yougoslavie où il subit une crise d’une extrême violence, il est ramené d’urgence à Bucarest où il meurt dans la nuit du 13 décembre.

## Famille
Père : Nicolae H. Stănescu – né le 19 avril 1908. Du côté paternel, Nichita Stănescu est issu d’une solide famille d’artisans et commerçants roumains d’origine paysanne venue à Ploiești au début du XIXe siècle.
Mère : Tatiana Cereaciuchin – née le 16 février 1910 à Voronej d’une famille de condition noble, s’est réfugiée ensuite en Roumanie. Elle s’installe à Ploiești où elle va rencontrer Nicolae Stănescu qu’elle épouse le 6 décembre 1931.

## Éducation
- 1944-1952 : Collège « Sf. Petru și Pavel », devenu « Mihai Viteazul » de Ploiești

- 1952–1957 : Faculté de lettres à l’Université de Bucarest.

## Chronologie
(juillet 2021).
En 1952, il se marie avec Magdalena Petrescu, son amour d’adolescence dont il se sépare au bout d’un an.
En 1955, il transcrit son Argot qui n’a pas été publié car jugé trop futile.
- 1957 : En mars, Nichita Stănescu fait ses débuts simultanément dans la revue Tribuna [La Tribune] et dans la Gazeta literară [Gazette Littéraire] (sous la direction de Zaharia Stancu).

- 1960 : À la fin de l’année il débute avec son recueil Sensul iubirii [Le sens de l'amour], 112 pages de poésie.

- 1962 : Le 6 juin il se marie avec Doina Ciurea, dont l’amour qui durera près de dix ans va être le sujet du livre O viziune a sentimentelor (Une Vision des sentiments).

- 1963 : Premiers pas au-delà des frontières en tant que poète, en Tchécoslovaquie.

- 1964 : Parution en début d’année de O viziune a sentimentelor (Une Vision des sentiments), un livre pour lequel le poète reçoit le prix de l'Union des écrivains de Roumanie.

- 1965 : Parution en mars du recueil de poésie Dreptul la timp [Le droit au temps], de 84 pages.

- 1966 : Publie seulement 11 Elegii [11 élégies], le texte intégral paraîtra l’année suivante en prime de son anthologie Alfa.

- 1967 : Trois livres sont imprimés, Roșu vertical [Rouge vertical], l’anthologie Alfa, et le recueil de poésie Oul și sfera [L’œuf et la sphère]. Ses poèmes expriment une mélancolie "dorée" et un état de regret.

- 1969 : Parution de Necuvintele [Les non-paroles], 216 pages de poésie dans ce livre qui reçoit le prix de l'Union des écrivains de Roumanie. De plus paraît le recueil de poésie Un pământ numit România [Une terre nommée Roumanie], de 150 pages. Il est nommé rédacteur en chef adjoint dans la revue Luceafărul.

- 1970 : Publication en Yougoslavie de deux livres traduits, Belgradul în cinci prieteni [Belgrade en cinq amis], édition bilingue de poésie inédite et Nereci.

- 1972 : Publication de deux recueils de poésie, Belgradul în cinci prieteni [Belgrade en cinq amis] et Măreția frigului [La majesté du froid].

Pour le recueil d’essais Cartea de recitire [Le livre de relecture] il obtient pour la troisième fois le prix de l'Union des écrivains de Roumanie.
- 1975 : Il obtient une dernière fois le prix de l'Union des écrivains de Roumanie et lui est attribué le prix Herder. Il édite sa quatrième anthologie, Starea poeziei [L'état de la poésie], dans la collection populaire « Bibliothèque pour tous ». Il est le commentateur publique de la Roumanie littéraire. Il s’installe dans sa dernière résidence, au no 9 de la rue Piața Amzei, à Bucarest.

- 1977 : Le 4 mars (lors d'un tremblement de terre), en essayant en vain de sauver son ami Nicolae Stefănescu, il est blessé dans l’effondrement d’un mur. Après le choc la partie gauche de son corps est paralysée, ce qui lui laissera des séquelles après sa guérison.

- 1978 : Publication du recueil de poésie Epica Magna, de 216 pages, avec lequel il reçoit le prix Mihai Eminescu de l’Académie roumaine.

- 1979 : Il commence le recueil de poésie Opere imperfecte [Œuvres imparfaites].

- 1981 : En août il subit une première crise hépatique. Ces crises vont continuer et en automne le poète est interné à l’hôpital Fundeni.

En février 1982, le père du poète meurt. Le recueil Noduri [Nœuds] qui porte le sous-titre Requiem pour la mort du père est une sélection de tout ce qu’il a écrit dans ses dernières parutions. En juillet il se marie avec sa dernière épouse, Todorița Tărâță (Dora). Il part en voyage en Yougoslavie (République Socialiste de Macédoine ) avant de se fracturer le pied gauche en novembre, ce qui va l’immobiliser chez lui pendant six mois. Il est lauréat des Golden Wreath Award de Struga.
- 1983 : Il cache tous les signes de sa maladie et affiche un optimisme qui laisse les médecins ébahis devant une résistance et une vitalité si extraordinaires. Le 31 mars, pour les 50 ans du poète a lieu une fête nationale dans le monde des arts et de la littérature. Ses traductions se défendent au-delà des frontières, de façon spéciale en Yougoslavie où il va avoir une crise très grave, nécessitant l’intervention de médecins. Il rentre en train, avec difficulté, à Bucarest avec Dora sa jeune nouvelle épouse tard dans le soir du 12 décembre. Après minuit les douleurs dans la zone du foie sont épouvantables et il est emmené d'urgence à l’hôpital où les crises deviennent extrêmement violentes ; le poète s’éteint à 2 h 10.

## Écriture
L'écriture de Nichita Stănescu se caractérise par une recherche de la poésie pure, de la beauté des mots, harmonieusement assemblés.
Son œuvre traite les thèmes de l’amour, la vie, la nature, et est parcourue de nombreuses métaphores. Ou plutôt une seule : la nature est la métaphore de toute chose ; tout est présent dans la nature : la naissance, la cruauté, la beauté, la vie, la mort... D’où son omniprésence dans l’œuvre du poète, qui la laisse s’exprimer dans ses vers.

## Traductions en français
- Les trois poèmes suivants : Quelques généralités sur la vitesse, L'art de l'écriture et Courts propos ont été traduits par Bernard Noël et Dumitru Tsepeneag dans Les Lettres Nouvelles[4], collection dirigée par Maurice Nadeau, numéro spécial de février 1976 paru sous le titre d'Écrivains roumains d'aujourd'hui, p. 101-105.
- La leçon sur le cercle, avant-propos et version française par Constantin Crişan, Bucarest, 1988 [5]
- Une Vision des sentiments/O viziune a sentimentelor, recueil de poèmes, édition bilingue, trad. Linda Maria Baros, Roxana Ologeanu et Iulia Tudos-Codre, 184 p., Éditions Autres Temps, France, 2003, à la suite de Le grand passage, poèmes de Lucian Blaga ; traduit du roumain par Ştefana et Ioan Pop-Curşeu [6].
- Les non-mots et autres poèmes, Nichita Stănescu, anthologie de poésie, trad. Linda Maria Baros, Pierre Drogi, Jan H. Mysjkin et Anca Vasiliu, 240 p., Éditions Textuel, France, 2005